# Tobias Eder (Künstler)
Tobias Eder (* 1966 in Rheinfelden) ist ein deutscher bildender Künstler.

## Leben
Von 1983 bis 1986 ging Tobias Eder in die Lehre als Bildhauer bei seinem Vater Leonhard Eder. Ab 1989 studierte er an der Kunstakademie Karlsruhe Bildhauerei bei  Michael Sandle. 1990 wechselte er an die Kunstakademie München, wo er bei Hans Ladner weiterstudierte und 1995 dessen Meisterschüler wurde.
2002 erhielt Eder den Förderpreis der Darmstädter Sezession für Bildhauerei.
Eder war von 2004 bis 2009 Mitglied der Kommission für Kunst und Kultur der Erzdiözese Freiburg und von 2002 bis 2008 Vorsitzender der „Gemeinschaft Christlicher Künstler Erzdiözese Freiburg“ (GCK); er lebt und arbeitet in Freiburg im Breisgau und Rheinfelden (Baden). Tobias Eder ist der ältere Bruder des Bildhauers Matthias Eder.

## Ausstellungen
- 1994: Face to space, Galerie Weinand, Berlin (Einzelausstellung)
- 1996: Götterdämmerung, Galerie Blau, Freiburg im Breisgau (Einzelausstellung)
- 1997:  Drei Länder-Drei Künstler, Sarasinpark Riehen/Basel
- 1999: Skulptura, Glarus (Schweiz)
- 2002: Raumkonstruktionen, Darmstädter Sezession, Darmstadt
- 2004: NordArt, Büdelsdorf bei Rendsburg;  Kunst in der Carlshütte (KiC)
- 2004: trait personell, galerieXprssns, Hamburg (Einzelausstellung)
- 2007: NordArt
- 2009:  en plein air, Celle
- 2010:  Pflege Kunst, DASA, Dortmund
- 2011:  ars Liturgica, Domschatzkammer Essen
- 2011:  Holy Night, Kunst im Taut Haus, Berlin
- 2012:  if six was nine, Kunsthalle Palazzo Liestal/CH
- 2013:  digital sculpture, Schloss Donzdorf (Einzelausstellung)
- 2015:  7 rooms, Kunstraum Riehen/CH

## Werke (Auswahl)
- 1994: Fenstergestaltung im Altenheim von Mainz-Drais
- 1997: Kunst am Bau, Wandobjekt „Stühle und Tisch“ am neuerbauten katholischen Pfarreizentrum St. Josef in Rheinfelden (Baden), aus verschweißten Aluminiumprofilen
- 1997: Brunnen für das neuerbaute Gemeindezentrum in Schwörstadt
- 1997: „Sitzkreis“: mattsilbrig-graue Eisenkonstruktion mit elektrischer Beleuchtung
- 1997: „Sitzkreis 2“: Aluminiumkonstruktion
- 1998: Kirchenraumgestaltung Hl. Kreuz in Ebersweier bei Offenburg
- 1999: Kirchenraumgestaltung St. Josef Darmstadt
- 2000: Kunst am Bau, Objekt für die neue Geroldseckerschule in Lahr/Schwarzwald
- 2001: Kunst am Bau, Sparkasse Rheinfelden (Baden)
- 2003: Chorraumgestaltung St. Leo in St. Leon-Rot
- 2003: „Lesegruppe“; runde überdachte Sitzgruppe aus verzinktem Eisen, Holz und Acrylglas, mit elektrischer Beleuchtung
- 2004: Kunst am Bau, Wandgestaltung zu St. Martin, Pfarrscheune Luttingen
- 2007: Kindersitzgruppen, Rheinfelden (Baden), Werderstraße: drei Gruppen aus insgesamt sieben niederen Hockern, mit und ohne Lehne, gebildet aus organischen, teils blattartig geformten Strukturen; Bronze
- 2007: Kunstprojekt „Centralpark Rheinfelden“ zur Kleinen Landesgartenschau „Grün 07“; zusammen mit Ruth Loibl wurden zunächst in einem halbjährigen Kommunikationsprozess subjektive Visionen Rheinfelder Bürger für ihre individuelle Parkparzelle erfasst, diese anschließend – grafisch-künstlerisch verarbeitet – zu einem imaginären gemeinsamen Central Park zusammengesetzt
- 2020: Bronzemodell der Alten Synagoge Freiburg am Gedenkbrunnen, Platz der Alten Synagoge